# Frank Whittle
Frank Whittle, (1 juni 1907 - 9 augusti 1996), var en brittisk flygofficer, provflygare och uppfinnare. Oberoende av varandra anses han och tysken Dr. Hans von Ohain vara jetmotorns uppfinnare.

## Biografi
Redan 1930 tog han patent på jetmotorn men inte förrän 1939, när krigsmolnen tornade upp sig, fick han stöd från försvarsdepartementet för att fortsätta utvecklingen.
De första praktiska experimenten med jetmotorn utförde Whittle 1937. De första flygningarna med jetmotorn som kraftkälla skedde 1941.